# Parlamentswahl in St. Lucia 2001
Die Parlamentswahl in St. Lucia 2001 (englisch General elections) waren die achtzehnten Parlamentswahlen in St. Lucia.

## Wahl
Die Wahl fand am 3. Dezember statt. Aus dieser ging die Saint Lucia Labour Party erneut als Sieger hervor. Sie errang 14 der siebzehn Sitze errang. Die Wahlbeteiligung lag bei 52,3 %.
| Partei                    | Stimmen | %    | Sitze |
| ------------------------- | ------- | ---- | ----- |
| Saint Lucia Labour Party  | 34.053  | 56.0 | 14    |
| United Workers Party      | 23.007  | 37.8 | 3     |
| National Alliance         | 2.191   | 3.6  | 0     |
| Sou Tout Apwe Fete Fini   | 231     | 0.4  | 0     |
| Saint Lucia Freedom Party | 18      | 0.0  | 0     |
| Unabhängige               | 1.295   | 2.1  | 0     |
| Invalid/blank votes       | 2.010   | –    | –     |
| Total                     | 62.805  | 100  | 17    |
| Registered voters/turnout | 199.100 | 52.3 | –     |
| Source: Nohlen, PDBA      |         |      |       |